# یوشیو کیتاگاوا
یوشیو کیتاگاوا (ژاپنی: 北川 佳男؛ زادهٔ ۲۱ اوت ۱۹۷۸) یک بازیکن فوتبال اهل ژاپن است.
از باشگاه‌هایی که در آن بازی کرده‌است می‌توان به باشگاه فوتبال میتو هولیهوک، باشگاه فوتبال کاتالر تویاما و باشگاه فوتبال رواسو کوماموتو اشاره کرد.